# عقاب کوتوله
عقاب کوتوله (نام علمی: Hieraaetus weiskei) نام یک گونه از سرده بازعقاب‌های کوچک است.